# 天秤座23b

天秤座23b是一颗围绕天秤座 23运转的类木行星，于1999年被发现。其轨道位于适居带内，表面温度则接近于金星。
该行星的质量下限为1.6倍木星质量，质量上限为34倍木星质量，表明其也可能是一颗亮度极低的褐矮星。天秤座23b的轨道与其母星的平均距离为0.82天文单位，如果在太阳系中，则将位于金星和地球轨道之间。